# Qopiwini

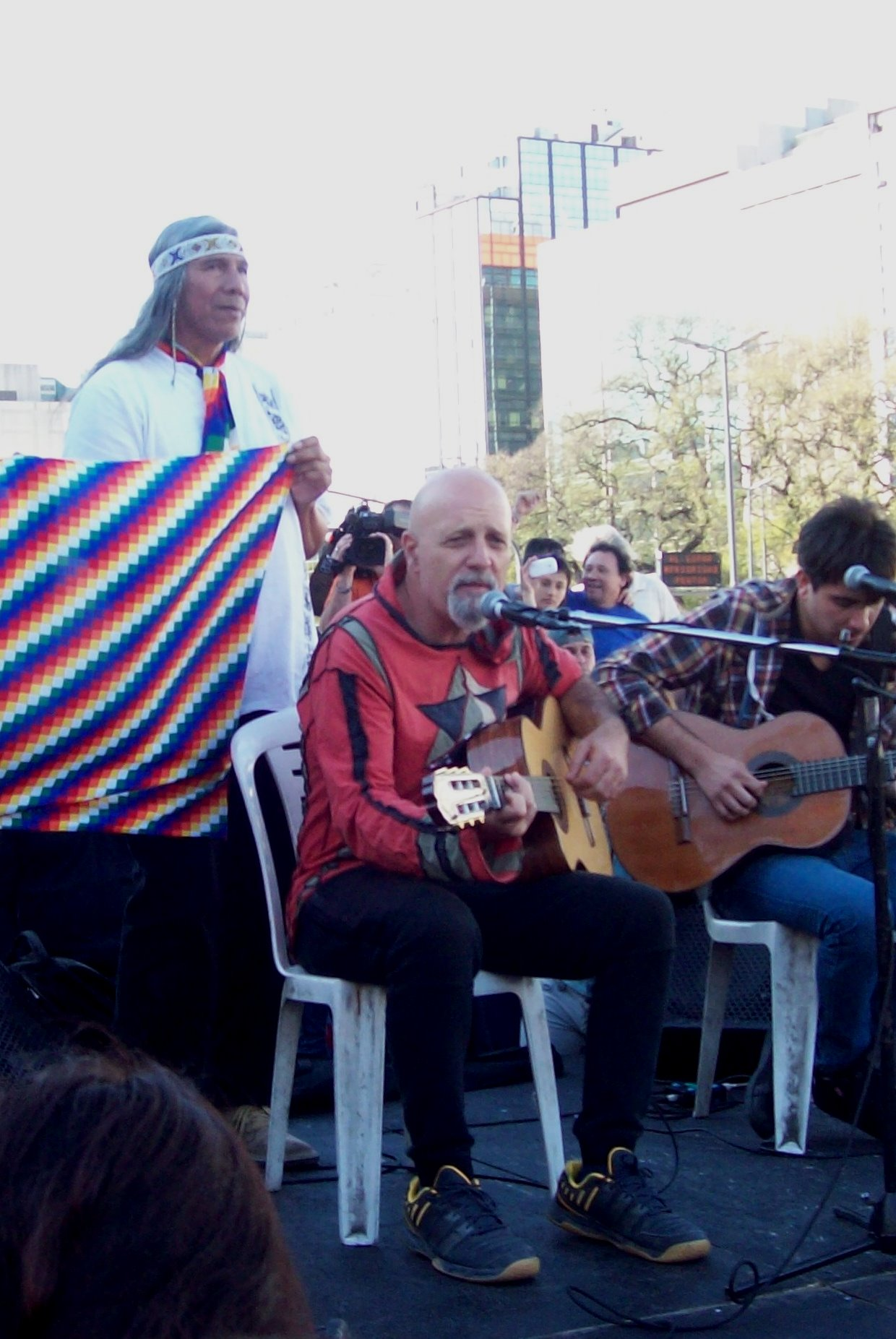
Félix Díaz junto al músico argentino Gustavo Cordera en un concierto que brindó este último para Qopiwini el 1 de septiembre de 2015.

Qopiwini Lafwetes (ó Qo.Wi.Pi.Ni. respetando la tipografía original) es una agrupación que nuclea a los pueblos originarios qom, pilagá, wichi y nivaclé de Argentina, formada a principios de 2015.
Durante gran parte de 2015 realizaron un acampe en la intersección de las avenidas 9 de Julio y Mayo para denunciar las acciones represivas contra los aborígenes por parte del gobierno de Formosa, y conseguir firmas de ciudadanos adherentes a su reclamo. En el acampe convivían unos cuarenta representantes de cuarenta y seis comunidades de los pueblos qom, pilagá, wichi y nivaclé. A principios de diciembre el acampe fue levantado cuando el nuevo gobierno prometió recibir a las comunidades aborígenes.
Su máximo referente es Félix Díaz, qarashé de la comunidad Qom Potae Napocna Navogoh, sin embargo cabe destacar que en la práctica, la organización debate en una asamblea los pasos a seguir.

## Antecedentes, reuniones y asambleas
En el contexto de la violenta represión perpetrada por la Policía de Formosa durante el corte de la ruta Nacional 86, Félix Díaz qarashé de la comunidad qom, comenzó a convocar Asambleas de Autocapacitación Indígena en la provincia de Formosa entre el 2014 y 2015, además junto a otro líderes, instruyó en lo relativo a la defensa de los Derechos de los Pueblos Indígenas en Argentina. Se realizaron cinco asambleas en diferentes sitios de la provincia, y sirvieron de estimulante para emprender la defensa de sus derechos.
Los días 27, 28 y 29 de mayo de 2015 se realizó la Primera Cumbre Nacional de los Pueblos Indígenas organizada y convocada por Qopiwini en la Casa de Nazareth, Carlos Calvo 3121 en Ciudad Autónoma de Buenos Aires -se trata de un espacio de referencia de los derechos humanos y resistencia frente a la última dictadura cívico-militar, un cartel tipo escolar color naranja escrito a mano indica que se trata de la sede de la reunión. Dentro el salón es amplio, hubo decenas de grupos en ronda, una mitad dentro del salón, mientras que la otra se mantuvo en el jardín. Se presentaron alrededor de cien delegados y autoridades de veinticinco pueblos indígenas de diesieite provincias, entre ellas Misiones, Chaco, Formosa, Salta, Jujuy, Tucumán, San Juan, Buenos Aires, Mendoza, Neuquén y Río Negro. Allí se reunieron referentes de otros pueblos y comunidades, quienes intercambiaron experiencias de las situaciones que viven en diferentes territorios. El día 29 se conocieron las conclusiones del encuentro, y se establecieron los pasos a seguir. La jornada final contó con la presencia de integrantes de la Confederación de Nacionalidades Indígenas del Ecuador (CONAIE) y de referentes de organizaciones de derechos humanos.

... habiendo agotado todas las gestiones y solicitudes de diálogo con el Estado nacional y los gobiernos provinciales y ante la situación que vivimos en el país manifestamos que: Nos hemos autoconvocado a un Parlamento Nacional en el cual estamos reunidos más de 90 delegados en representación de 25 Pueblos Indígenas.
Comunicado del primer día de la Cumbre.

La ONG Conciencia Solidaria estuvo presente en la reunión en Cacique Colorado, en donde ya se comenzaba a debatir una posible agrupación llamada Qopiwini. Tras esta reunión se había pautado realizar la próxima Asamblea en marzo de 2015 en la Comunidad Potae Napocna Navogoh, comunidad liderada por Félix Díaz. Pero ello no llegó a concretarse. 
En enero de 2015, integrantes de la Comunidad Poate Napocna Navogoh, volvieron a cortar la ruta Nacional 86, reclamando el cese de violencia y del abandono dentro de la Comunidad, además que las autoridades provinciales informen sobre el estado de las obras de infraestructura que iniciaron en la zona, entre ellas viviendas, hospitales y caminos, la fecha de su finalización y distribución. Amnistía Internacional declaró que el corte de ruta se debe a que "reclaman por sus derechos y las promesas incumplidas del Gobierno", y sobre la represión del 23 de noviembre de 2010 en el corte a la misma ruta: "Este hecho no puede volver a ocurrir". Amnistía solicitó que se cumpla la medida cautelar de la Comisión Interamericana de Derechos Humanos de 2011, que obliga a proteger la integridad de los qom.

## Fundación de Qopiwini y acampes en Buenos Aires

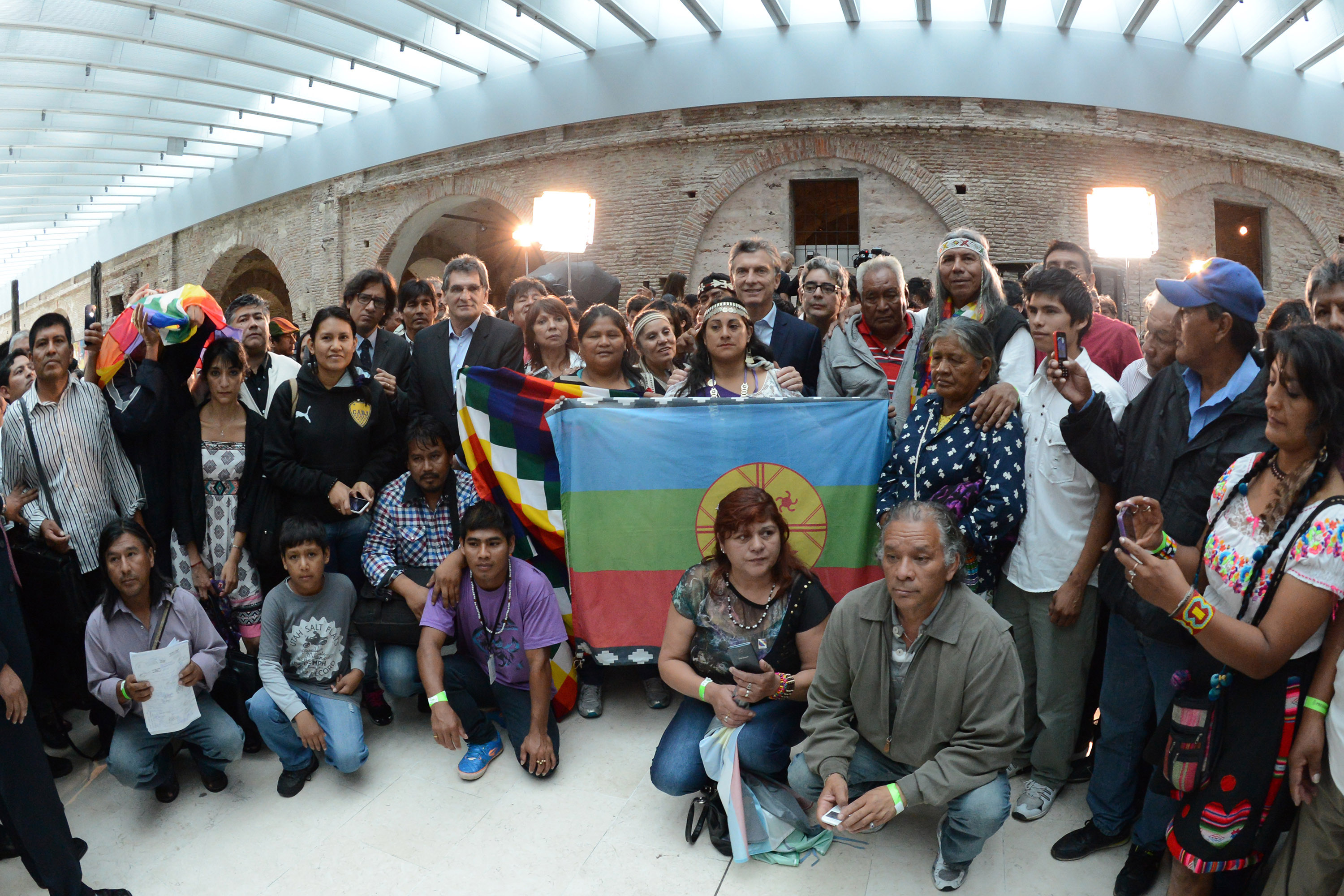
El presidente Mauricio Macri recibiendo en el Museo del Bicentenario a representantes de los pueblos originarios de Argentina.

Pero ante la falta de respuestas por parte del gobierno de Formosa, Félix Díaz decidió volver a acampar en la ciudad de Buenos Aires, y al igual que en 2010, se instaló en la intersección de las avenidas 9 de Julio y avenida de Mayo. Tras cinco meses de acampe, se realizó una mesa de diálogo que tuvo poco efecto. Gendarmería Nacional, acompañada por militantes de La Cámpora terminó por desalojarlo de allí. Díaz afirmó que en cuatro años no se cumplieron ninguno de los acuerdos de la mesa de diálogo.
En el 2014 se realizaron reuniones en Las Lomitas el 30 y 31 de mayo, en Bartolomé de Las Casas el 18 y 19 de julio, en Laguna Yema el 14 y 15 de noviembre y en el barrio Nanqom en Formosa capital el 5 y 6 de diciembre. Varias comunidades participaron, entre ellas: Pilagá El Perdido, La Línea, y El Simbolar, Comunidad Wichi de Isla Colón y San Martín, comunidad Qom, Bartolomé de Las Casas, Comunidad Qom Potae Napocna Navogoh, Comunidad Pilagá, Rincón Bomba, Oñaidee, y Laq Fasanyie, comunidad Nivacle Río Muerto, comunidad Wichí, Pozo del Mortero, comunidad Qom, Misión Laishi y Nanqom, Comunidad Wichi de tres Pozos Bazan, Comunidad Qom Misión Tacaglé, Comunidad Wichi Laguna Yema, Rafael Justo, federación Pilagá, comunidad Wichi El Potrillo y comunidad Wichi Las Bolivianas.
Entre el 23 y 24 de enero de 2015 se realizó en el Colorado, comunidad Wichi, en la provincia de Formosa, un encuentro en donde se fundó la Organización de los pueblos indígenas Qopiwini Lafwetes, así luego de varias asambleas y tras arduos debates se logró concretar la unidad de todos los pueblos de la provincia de Formosa.
Tras una conferencia de prensa, se anunció el levantamiento del acampe para el domingo 6 de diciembre, tras conocerse que el martes 1 de diciembre, luego que Mauricio Macri ganara las elecciones presidenciales Díaz pudo tener una entrevista con el secretario de Derechos Humanos Claudio Avruj, quién confirmó que el futuro gobierno daría una respuesta al reclamo de los pueblos indígenas. Una de las razones por la que se levantó el acampe es por el temor de sufrir atentados durante el 10 de diciembre por manifestantes adherentes a Cristina Fernández de Kirchner, pues ya se habían registrado atentados perpetrados por militantes kirchneristas. El 17 de diciembre el presidente Macri recibió a Díaz.

### Creación del Consejo Consultivo y Participativo de los Pueblos Indígenas
El viernes 15 de julio de 2016 se creó el Consejo Consultivo y Participativo de los Pueblos Indígenas, y en dos días de debate en donde asistieron alrededor de 300 aborígenes para debatir y dar nacimiento al nuevo organismo, se aprobó el reglamento interno y se designó la comisión ejecutiva del Consejo. Así, Relmu Ñamku fue designada secretaria general, mientras que Félix Díaz fue nombrado presidente, además se nombraron cuatro vicepresidentes por cada región: Faustino Lencina por la zona Centro, Jorge Palomo por el NEA, Margarita Mamani y Rolando Flores por el NOA, y Rubén Huanque, por la zona Sur.

Queda mucho trabajo por hacer, pero estamos contentos de haber llegado a esta instancia. Es la primera vez que tenemos en el Estado un ente pensado y creado por los pueblos indígenas, que nosotros mismos vamos a gestionar y administrar.
Relmu Ñamku.